# حماض العيد
حُمَّاض العِيد  أو شِيانة أو العرق الأحمر اسمه العلمي Rumex sanguineus، وهو نوع من الحُمَّاض.